# Shehryar Khan Afridi

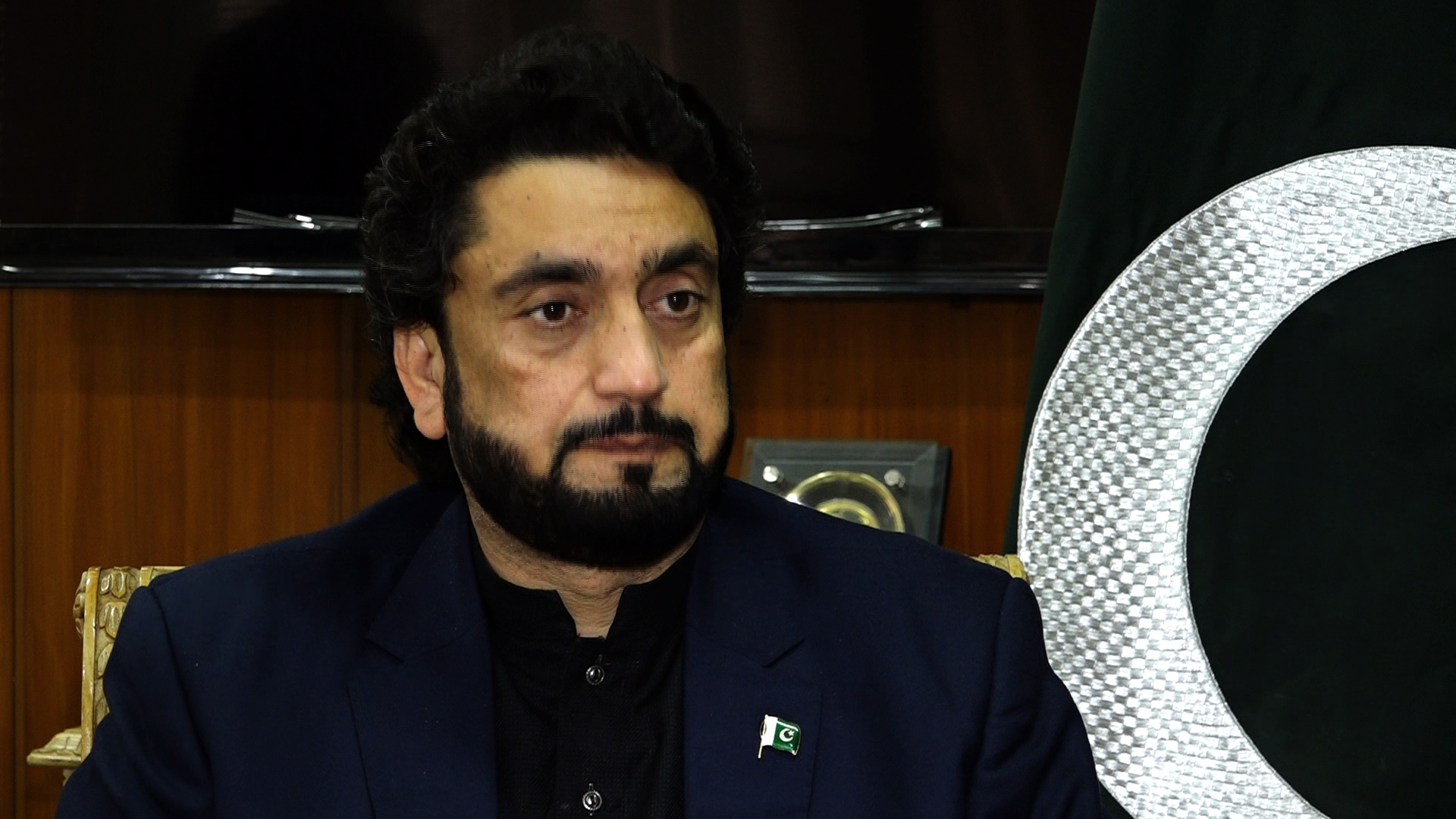
Shehryar Khan Afridi, 2018

Shehryar Khan Afridi (* 12. März 1971) ist ein pakistanischer Politiker und war vom 31. August 2018 bis 13. April 2022 Innenminister Pakistans. Seit August 2018 ist er Mitglied der Nationalversammlung Pakistans. Zuvor war er Mitglied der Nationalversammlung von Juni 2013 bis Mai 2018.

## Leben
Shehryar Khan Afridi wurde am 12. März 1971 geboren. Er erwarb seinen Master in Internationale Beziehungen an der Universität Peshawar. Afridi strebte eine Karriere in den Behörden Pakistans an, bestand den Aufnahmetest aber nicht.

### Politische Karriere
Bei den Parlamentswahlen 2002 kandidierte Afridi für seinen Wahlbezirk Kohat jedoch ohne Parteizugehörigkeit für einen Sitz im Parlament. Er erhielt 12083 Stimmen, aber unterlag dennoch einem Kandidaten der Muttahida-Majlis-e-Amal. Bei den Parlamentswahlen 2013 kandidierte er im Namen der Pakistan Tehreek-e-Insaf und war erfolgreich und zog somit ins Parlament ein. Er erhielt 68.129 Stimmen und schlug den Kandidaten der Jamiat Ulema-e Islam (F) (JUI-F). Bei der Parlamentswahl 2018 wurde er in seinem Wahlbezirk Kohat wiedergewählt. Er erhielt 82248 Stimmen und schlug den Kandidaten Gohar Mohammad Khan Bangash der MMA. Im Juli 2018 wurde er zum Innenminister Pakistans ernannt. Seinen Amtseid legte er am 31. August 2018 ab. Der Amtseid wurde durch Mamnoon Hussain abgenommen.

## Politische Positionen
Shehryar Khan Afridi sprach sich in einem Interview mit iranischen Journalisten für eine Stärkung der diplomatischen Beziehungen zwischen Pakistan und Iran aus. Im Rahmen der Proteste gegen das Urteil der Christin Asia Bibi sprach sich Afridi für eine friedliche Lösung aus. In der Kaschmir-Frage sicherte Afridi den Kashimiris in ihrem Streben nach Unabhängigkeit die volle Unterstützung zu. Außerdem sprach sich Shehryar Khan Afridi für eine Ausweitung der diplomatischen Beziehungen zwischen Pakistan und Saudi-Arabien aus.

## Kritik
Afridi wurde dafür kritisiert, Steuergelder in Millionenhöhe zur Sanierung seines Wohnsitzes zu verwenden. Premierminister Imran Khan beauftragte die Ermittlungsbehörde mit der Aufnahme von Ermittlungen. Sheryar Khan Afridi wurde außerdem dafür kritisiert, in einem Bauprojekt einen Millionenbetrag unterschlagen zu haben. Afridi hat diese Beschuldigungen jedoch vehement zurückgewiesen.